# 大塚博文
大塚 博文（おおつか　ひろふみ、1947年10月8日  - ）は、日本の元スピードスケート選手。北海道旭川市出身。
旭川市立永山中学校、旭川南高校、専修大学卒。
専修大学在学時の1968年グルノーブルオリンピックでは10000m28位となった。
1968年旭川市新人奨励賞受賞。
1969年の第38回全日本スピードスケート選手権大会では総合優勝を果たす。